# Claude Dorizy
Claude Dorizy est un homme politique français né le 24 septembre 1741 à Vitry-le-François (Marne) et décédé le 1er mai 1814 à Vitry-le-François (Marne).
Homme de loi avant la Révolution, il est procureur syndic du district de Vitry-le-François en 1790. Il est député de la Marne de 1791 à 1792. Député actif, il s'occupe de questions monétaires et financières. Il est président de l'Assemblée du 2 au 15 avril 1792.

## Sources
- « Claude Dorizy », dans Adolphe Robert et Gaston Cougny, Dictionnaire des parlementaires français, Edgar Bourloton, 1889-1891 [détail de l’édition]